# Železniční most (Segedín)
Železniční most ve městě Szeged (Segedín) přes řeku Tisu (maďarsky Szegedi vasúti Tisza-híd) je zaniklou dopravní stavbou na jihu Maďarska. Byl hlavním železničním mostem na trase z Budapešti přes Szeged do Temešváru.

## Historie
Dvoukolejný příhradový obloukový most, postavený v letech 1857 až 1858, byl dlouhý celkem 439,26 m. Měl osm oblouků o rozpětí 41,42 metru a 106,5 metru dlouhé předmostí navazující na jednotlivé břehy. Pilíře byly z litiny a vybetonované.
Most byl postaven v letech francouzskou společností Société de Construction des Batignolles). Jeho části byly vyrobeny ve Francii a po železnici dopraveny z Paříže do Szegedu a tam pod dohledem Ernesta Cézanna usazeny na místo. Železniční most v Szegedu byl pravděpodobně jedním z nejmodernějších ve své době. Byl to první velký železniční most v Maďarsku, první s kesonovým základem a první nýtovaný na území tehdejších Uher.
Po první světové válce se Temešvár na základě Trianonské smlouvy stal součástí Rumunska, čímž dopravní význam mostu značně poklesl. Kvůli poklesu dopravy a těžším vlakům byl most využíván pouze jako jednokolejný, druhá kolej byla odstraněna. Za druhé světové války byl využíván německým vojskem pro zásobování jednotek v Rumunsku, což znamenalo, že se pro západní spojence stal strategickým cílem pro letecké bombardování. Proto byl v roce 1944 poničen leteckými údery. Při svém ústupu Němci zbytek stavby vyhodili do povětří.
Po druhé světové válce nebyla obnova stavby považována za prioritu. Zbytky pilířů v řece bránily plavbě a byly také odstraněny. Z mostu zbyly jen zbytky opěr.
Po vstupu obou zemí do Evropské unii a zvýšení přeshraniční dopravy bylo uvažováno o revitalizaci stavby. Předpokládána by však byla stavba nová, především s většími oblouky tak, aby nepřekážela lodní dopravě.